# Myriam Borsoutsky
Myriam Borsoutsky, souvent simplement Myriam, est une monteuse du cinéma français, née en Roumanie le 1er janvier 1907 et morte le 9 février 1954 au sanatorium de Colmar.

## Biographie
Monteuse de bon nombre de films de Sacha Guitry, dans les années 1930, Myriam Bo a accompagné les débuts au cinéma d'Alain Resnais, de Yannick Bellon qui a été son assistante et de Jean-Luc Godard. C'est une monteuse qui préférait travailler sur une Moviola, qui fonctionne comme une loupe qui permet de voir directement la pellicule, plutôt que sur une Moritone qui fonctionne déjà avec une image projetée, donc pas assez « pur. »
Elle est devenue amie avec Alain Resnais dont elle fait la connaissance à Paris en 1943 et avec qui elle a des amis communs. Elle le persuade de tenter le concours de l'IDHEC. Elle ne le forme pas au montage, refusant de le prendre comme assistant-monteur en expliquant qu'elle donne trop de travail à ses assistants. Elle le présente à Nicole Védrès dont il est assistant réalisateur sur Paris 1900. Resnais la décrit comme faisant « partie de la bande à Prévert. »
À l'époque de son décès prématuré, Jacques Chevallier estime dans la revue Image et Son que Myriam Borsoutsky est « notre meilleure monteuse, au grand prestige tant en France qu’à l’étranger, et dont le nom était associé aux meilleures œuvres du cinéma français ».

## Filmographie
- 1936 : Le Roman d'un tricheur de Sacha Guitry
- 1936 : Mon père avait raison de Sacha Guitry
- 1936 : Faisons un rêve de Sacha Guitry
- 1937 : Le Mot de Cambronne de Sacha Guitry
- 1937 : Les Perles de la couronne de Sacha Guitry
- 1937 : Désiré de Sacha Guitry
- 1938 : Quadrille de Sacha Guitry
- 1938 : Remontons les Champs-Élysées de Sacha Guitry
- 1940 : De Mayerling à Sarajevo de Max Ophüls
- 1941 : La Nuit de décembre de Curtis Bernhardt
- 1947 : Paris 1900 de Nicole Vedrès
- 1947 : Anatole fait du camping (court métrage d'animation) de Dubout
- 1947 : Anatole à la tour de Nesle (court métrage d'animation) de Dubout
- 1948 : Les Dernières Vacances de Roger Leenhardt
- 1948: Goémons de Yannick Bellon
- 1949 : Tabusse de Jean Gehret
- 1950 : L'Homme qui revient de loin de Jean Castanier
- 1950 : Le Crime des justes de Jean Gehret
- 1950 : Le Tampon du capiston de Maurice Labro
- 1950 : Le Trésor des Pieds-Nickelés de Marcel Aboulker
- 1951 : La Course de taureaux, coréalisé avec Pierre Braunberger
- 1952 : Avec André Gide de Marc Allégret
- 1952: Colette de Yannick Bellon